# Erin (piosenkarka)
Erin Helena Maureen Anttila (ur. Koivisto, ur. 2 lipca 1977 w Helsinkach) – fińska wokalistka, w latach 1995–2003 w zespole Nylon Beat, później od 2008 solo pod imieniem Erin.

## Życie i kariera

### Początki
Erin urodziła się w Helsinkach jako córka fińskiego ojca i irlandzkiej matki. Była wychowana po katolicku. Kiedy miała trzy lata, rodzina przeniosła się do Irlandii, gdzie Erin chodziła do przedszkola. Do szkoły poszła już w Finlandii, dokąd powrócili trzy lata później. Kiedy miała 17 lat, wspólnie z Jonną Kosonen wzięła udział w telewizyjnym konkursie piosenki „Kiitorata”, gdzie zajęły trzecie miejsce. Duet Nylon Beat startował później w fińskich eliminacjach do konkursu Eurowizji 1998 z piosenką „Umm Ma Ma”, i 2000 z piosenką „Viha ja rakkaus”.
Po zakończeniu działalności Nylon Beat, w roku 2004 Erin i jej długoletni partner, gitarzysta zespołu, Vesa Anttila, przenieśli się do Wicklow w Irlandii, gdzie Erin studiowała muzykę. W roku 2005 wzięli ślub. Ich pierwszy syn przyszedł na świat w roku 2013, a w lipcu 2015 drugi. W roku 2017 Erin wystąpiła jako jurorka wraz z Jurkiem Reunamäki i Anttim Tuisku w konkursie piosenki Idols telewizji Nelonen.

### Kariera solowa
Po powrocie do Finlandii Erin rozpoczęła karierę solową. W kwietniu 2008 własnym sumptem wydała swój pierwszy, anglojęzyczny singiel „Sarah”. Anglojęzyczny album był zaplanowany na jesień 2008, ale gotowy dopiero zimą 2009. Erin nie zdecydowała się jednak go wydać, ponieważ już singiel prawie w ogóle się nie sprzedawał. Zaczęła od nowa, tym razem z fińskimi tekstami. Pierwszy fińskojęzyczny singiel „Vanha nainen hunningolla” opublikowała przez Warner Music Finland 31 stycznia 2011. Album „Hunningolla” wyszedł 25 maja 2011, i sprzedawał się bardzo dobrze, uzyskując status platynowej płyty. Został wydany pod imieniem Erin, i zawiera głównie jej własne kompozycje i teksty, podobnie jak wszystkie późniejsze albumy.
Jesienią 2012 Erin wzięła udział w programie Vain elämää telewizji Nelonen, w którym siedmioro piosenkarzy interpretuje piosenki innych uczestników. Jej wersja piosenki „Mitä tänne jää” Cheeka sprzedała się w roku 2013 jako singiel ponad 5000 razy, co dało jej status złotej płyty.
Na wydanej w październiku 2012 płycie „Tuhlari” Laury Närhi zaśpiewała w duecie piosenkę „Siskoni”, która wyszła również jaki singiel i znalazła się na 9. miejscu listy downloadów, a także była najczęściej graną piosenką w komercyjnych rozgłośniach radiowych.
Drugi album „Sä osaat!” Erin wydała 7 czerwca 2013. Pierwszy singiel „Ei taida tietää tyttö” pojawił się 15 maja. „Ei taida tietää tyttö” była w roku 2013 trzecią najczęściej graną piosenką w komercyjnych rozgłośniach radiowych. i została wybrana piosenką roku 2014 przez fińskich wydawców muzycznych.
Erin wydała trzeci album „Seliseli” 11 listopada 2016, pierwszy singiel „Kohta hänen” już we wrześniu.

## Dyskografia

### Albumy
| Tytuł       | Dane                                                                                  | Pozycja na liście IFPI | Sprzedaż                   |
| Tytuł       | Dane                                                                                  | Musiikkituottajat      | Sprzedaż                   |
| ----------- | ------------------------------------------------------------------------------------- | ---------------------- | -------------------------- |
| Hunningolla | - Data: 25 maja 2011 - Wydawca: Warner Music Finland - Format: CD / digital           | #4                     | 59 600+ (Podwójna platyna) |
| Sä osaat!   | - Data: 7 czerwca 2013 - Wydawca: Warner Music Finland - Format: CD / digital         | #1                     | 27 900+ (Platyna)          |
| Seliseli    | - Data: 11 listopada 2016 - Wydawca: Warner Music Finland - Format: CD / LP / digital | #11                    |                            |

### Single
| Tytuł                                            | Rok  | Pozycja na liście IFPI | Pozycja na liście IFPI | Pozycja na liście IFPI | Album                    |
| Tytuł                                            | Rok  | Single                 | Download               | Radio- lista           | Album                    |
| ------------------------------------------------ | ---- | ---------------------- | ---------------------- | ---------------------- | ------------------------ |
| „Sarah”                                          | 2008 | —                      | —                      | —                      |                          |
| „Vanha nainen hunningolla”                       | 2011 | 8                      | 7                      | 9                      | Hunningolla              |
| „Popeda”                                         | 2011 | 15                     | 15                     | 6                      | Hunningolla              |
| „Vanha sydän”                                    | 2011 | —                      | 13                     | 7                      | Hunningolla              |
| „On elämä laina”                                 | 2012 | —                      | 27                     | 6                      | Hunningolla              |
| „Ei taida tietää tyttö”                          | 2013 | 9                      | 4                      | 1                      | Sä osaat!                |
| „Toiset mimmit”                                  | 2013 | —                      | 20                     | 3                      | Sä osaat!                |
| „Älä tule hyvä tyttö”                            | 2013 | —                      | —                      | 9                      | Sä osaat!                |
| „Sydäntä särkee”                                 | 2016 | —                      | 5                      | 22                     | Seliseli                 |
| „Kohta hänen”                                    | 2016 | —                      | —                      | 10                     | Seliseli                 |
| „Seliseli”                                       | 2017 | —                      | —                      | —                      | Seliseli                 |
| „Kun tänään lähden”                              | 2017 | —                      | 29                     | —                      | Anssi Kela & isot biisit |
| „Mä hiihdän”                                     | 2019 | 14                     | 6                      | —                      | Vain elämää - kausi 10   |
| ”Muitaki ihmisii”                                | 2019 | —                      | —                      | —                      | Vain elämää - kausi 10   |
| ”Paluu tulevaisuuteen” (Erin feat. Jonna Geagea) | 2019 | —                      | 2                      | —                      | Vain elämää - kausi 10   |
| ”Sinä olet minun”                                | 2019 | —                      | —                      | —                      | Vain elämää - kausi 10   |